# あなたがいたから僕がいた
「あなたがいたから僕がいた」（あなたがいたから　ぼくがいた）は、 1976年8月1日に発売された郷ひろみ18作目のシングル。

## 解説
自身最大のヒット「よろしく哀愁」をモチーフにした、曲調の作品。
ジャケット写真は篠山紀信の撮影。
第18回日本レコード大賞・大衆賞を受賞。キャンディーズとの決選投票に辛勝、受賞が決定した際、感極まり郷は大泣きした。
歌唱賞の西城秀樹（「若き獅子たち」）、野口五郎（「針葉樹」）と共に新御三家が揃い踏みとなった。

## 収録曲
全曲　作詞:橋本淳／作曲:筒美京平
1. あなたがいたから僕がいた (3分20秒)
  - 編曲:筒美京平
2. 夏のページ (3分14秒)
  - 編曲:高田弘

## カバー
あなたがいたから僕がいた
- 野口五郎（2010年） - カバーアルバム『GORO Prize Years, Prize Songs ～五郎と生きた昭和の歌たち～』収録。
- 松本伊代（2021年） - アルバム『トレジャー・ヴォイス』収録。